# Ochrotrichia aldama
Ochrotrichia aldama is een schietmot uit de familie Hydroptilidae. De soort komt voor in het Neotropisch gebied.